# M/T Jazine
M/T Jazine je bio trajekt u sastavu flote hrvatskog brodara Jadrolinije. Izgrađen je 1978. u Kraljevici kao trajekt namijenjen za održavanje linije Zadar – Preko uz svojeg blizanca trajekta Borik. Ime je dobio po gradskom dijelu Zadra koje se naziva Jazine. Rekonstrukcijom 1986. godine povećan mu je kapacitet vozila i putnika nakon što je produljen s 45 na 65 metara. Najčešće je plovio na linijama zadarskog okružja sve do veljače 2014. kad je povučen i raspremljen u Cresu. 
U veljači 2015. brod je krenuo na put u Aliagu u Turskoj gdje je stigao 21. veljače te je izrezan.[nedostaje izvor]
M/T Jazine bio je kapaciteta 486 putnika i 42 vozila.

## Vanjske poveznice
|  | Zajednički poslužitelj ima još gradiva o temi M/T Jazine |